# Hulsig
Hulsig er en mindre landsby i Vendsyssel, beliggende ca. 13 km sydvest for Skagen og 28 km nord for Frederikshavn. Byen ligger ud til Aalbæk Bugt og nær Hulsig Hede. Hulsig hører til Frederikshavn Kommune og er beliggende i Region Nordjylland.